# Procedimiento mínimamente invasivo
Las cirugías mínimamente invasivas o procedimientos mínimamente invasivos  abarcan técnicas quirúrgicas que limitan el tamaño de las incisiones necesarias y, por lo tanto, reducen el tiempo de cicatrización de la herida, el dolor asociado y el riesgo de infección. La cirugía, por definición, es invasiva y muchas operaciones que requieren incisiones de cierto tamaño se denominan "cirugía abierta", en la que las incisiones realizadas a veces pueden dejar grandes heridas que son dolorosas y que tardan mucho en sanar. Los procedimientos mínimamente invasivos han sido posibles gracias al avance de diversas tecnologías médicas. Una reparación de aneurisma endovascular como ejemplo de cirugía mínimamente invasiva es mucho menos invasiva porque implica incisiones mucho más pequeñas que el correspondiente procedimiento de cirugía abierta de la cirugía aórtica abierta. Esta cirugía mínimamente invasiva se convirtió en el método más común de reparación de aneurismas aórticos abdominales en 2003 en los Estados Unidos.
Los pioneros de los procedimientos mínimamente invasivos fueron los radiólogos intervencionistas. Mediante el uso de técnicas de imagen, los radiólogos podrían dirigir los instrumentos de intervención por todo el cuerpo mediante catéteres en lugar de grandes incisiones necesarias en la cirugía tradicional, de modo que muchas afecciones que antes requerían cirugía ahora pueden tratarse de manera no quirúrgica.
Las técnicas de diagnóstico que no implican la perforación de la piel o la incisión, o la introducción en el cuerpo de objetos o materiales extraños, se conocen como procedimientos no invasivos. También hay varios procedimientos de tratamiento que se clasifican como no invasivos. Un ejemplo importante de un tratamiento alternativo no invasivo a la cirugía es la radioterapia.

## Usos médicos

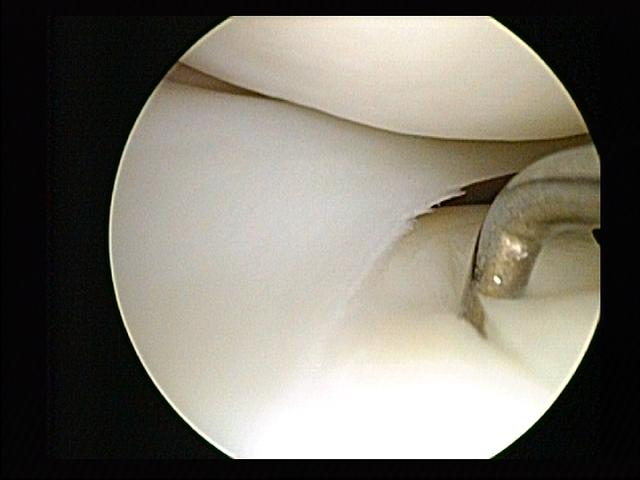
Cirugía artroscópica

Los procedimientos mínimamente invasivos fueron iniciados por radiólogos intervencionistas que introdujeron por primera vez la angioplastia y la endoprótesis colocada por catéter. Se han seguido muchos otros procedimientos mínimamente invasivos en los que se pueden obtener imágenes de todas las partes del cuerpo y utilizarlas para dirigir instrumentos de intervención por medio de catéteres (agujas y tubos finos), de modo que muchas afecciones que antes requerían cirugía abierta ahora pueden tratarse de forma no quirúrgica. Un procedimiento mínimamente invasivo generalmente implica el uso de dispositivos artroscópicos (para las articulaciones y la columna) o laparoscópicos, así como la manipulación de instrumentos por control remoto con observación indirecta del campo quirúrgico a través de un endoscopio o un panel de visualización a gran escala, y se lleva a cabo a través de la piel o a través de una cavidad corporal o una abertura anatómica. La radiología intervencionista ofrece ahora muchas técnicas que evitan la necesidad de cirugía.
Mediante el uso de un procedimiento mínimamente invasivo, un paciente puede requerir solo un vendaje adhesivo en la incisión, en lugar de múltiples puntos o grapas para cerrar una incisión grande. Esto generalmente resulta en menos infecciones, un tiempo de recuperación más rápido y estancias hospitalarias más cortas, o permite realizar un tratamiento ambulatorio. Sin embargo, la seguridad y eficacia de cada procedimiento debe demostrarse con ensayos controlados aleatorios. 
El término fue acuñado por John Wickham en 1984, quien escribió sobre él en British Medical Journal en 1987.

## Procedimientos específicos

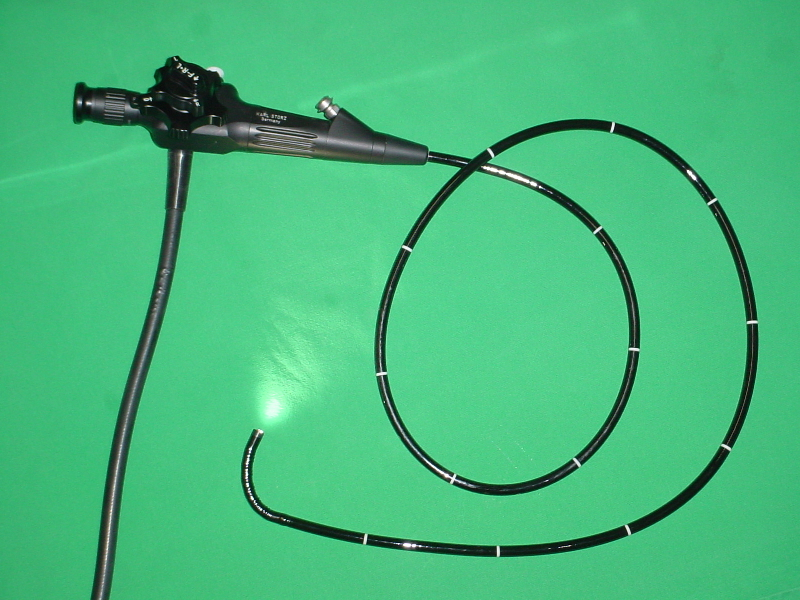
Endoscopio flexible

Muchos procedimientos médicos se denominan mínimamente invasivos. Los que involucran pequeñas incisiones a través de las cuales se inserta un endoscopio, terminan en el sufijo -oscopia, como endoscopia, laparoscopia, artroscopia. Otros ejemplos de procedimientos mínimamente invasivos incluyen el uso de inyección hipodérmica e inyección de aire a presión, implantes subdérmicos, cirugía refractiva, cirugía percutánea, criocirugía, microcirugía, laparoscopía, cirugía endovascular usando radiología intervencionista (como angioplastia), cateterismo coronario, colocación permanente de electrodos espinales y cerebrales, cirugía estereotáctica, procedimiento de Nuss, métodos de imágenes médicas basados en radiactividad, como: cámaras gamma, tomografía por emisión de positrones y SPECT (tomografía por emisión de fotón único). Los procedimientos relacionados son la cirugía guiada por imágenes y la cirugía asistida por robot.

## Beneficios
La cirugía mínimamente invasiva tiene menos trauma operatorio, así como otras complicaciones y efectos adversos que una cirugía abierta equivalente, para considerarse como tal. Puede ser más o menos costoso (para los implantes dentales, un método mínimamente invasivo reduce el costo de los implantes instalados y acorta el tiempo de rehabilitación implante-protésica en 4-6 meses). El tiempo operatorio es más largo, pero el tiempo de hospitalización es más corto. Causa menos dolor y cicatrices, acelera la recuperación y reduce la incidencia de complicaciones posquirúrgicas, como adherencias y rotura de heridas. Algunos estudios han comparado la cirugía cardíaca.

## Riesgos
Los riesgos y complicaciones de los procedimientos mínimamente invasivos son los mismos que para cualquier otra operación quirúrgica, entre los riesgos: muerte, hemorragia, infección, lesión de órganos y enfermedad tromboembólica.
Puede haber un mayor riesgo de hipotermia y trauma peritoneal debido a una mayor exposición a gases fríos y secos durante la insuflación. El uso de la terapia de humidificación quirúrgica, que es el uso de {\displaystyle {\ce {CO2}}} calentado y humidificado para la insuflación, puede reducir este riesgo.

### Equipo
Se pueden utilizar equipos médicos especiales, como cables de fibra óptica, cámaras de video en miniatura e instrumentos quirúrgicos especiales que se manipulan a través de tubos insertados en el cuerpo a través de pequeñas aberturas en su superficie. Las imágenes del interior del cuerpo se transmiten a un monitor de video externo y el cirujano tiene la posibilidad de hacer un diagnóstico, identificar visualmente rasgos internos y actuar quirúrgicamente sobre ellos.

## Procedimientos invasivos

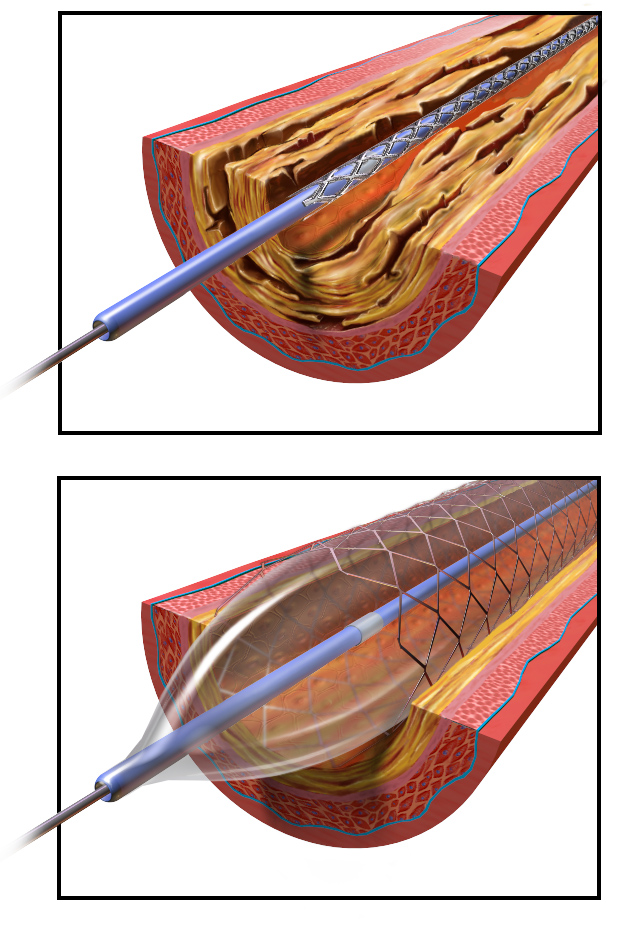
Angioplastia

A veces, el uso de métodos no invasivos no es una opción, por lo que se busca el siguiente nivel de técnicas mínimamente invasivas. Estos incluyen el uso de inyección hipodérmica (usando la jeringa), un endoscopio, cirugía percutánea que involucra la punción de la piel con aguja, cirugía laparoscópica comúnmente llamada cirugía de ojo de cerradura (en inglés: keyhole surgery), un catéter coronario, angioplastia y cirugía estereotáctica.

### Cirugía abierta
La cirugía abierta es cualquier procedimiento quirúrgico en el que la incisión realizada es suficiente para permitir que se lleve a cabo la cirugía. Con tejidos y estructuras expuestas al aire, el procedimiento se puede realizar con la visión sin ayuda del cirujano o con el uso de lupas o microscopios. Algunos ejemplos de cirugía abierta que se utilizan son para la hernia de disco, comúnmente llamada "deslizamiento de disco", y la mayoría de los tipos de cirugía cardíaca y neurocirugía. 

## Otras lecturas
- «Minimally Invasive Cancer Treatments Highlighted». www.sciencedaily.com. 28 de noviembre de 2005. Consultado el 3 de agosto de 2015.
- Tachibana K (March 2004). «Emerging technologies in therapeutic ultrasound: thermal ablation to gene delivery». Human Cell 17 (1): 7-15. PMID 15369132. doi:10.1111/j.1749-0774.2004.tb00015.x.
- Kim PE, Singh M (July 2003). «Functional magnetic resonance imaging for brain mapping in neurosurgery». Neurosurgical Focus 15 (1): E1. PMID 15355003. doi:10.3171/foc.2003.15.1.1.
- Richie RC (2002). «Non-invasive assessment of the risk of coronary heart disease». Journal of Insurance Medicine 34 (1): 31-42. PMID 15303592.
- Golder W (June 2004). «Magnetic resonance spectroscopy in clinical oncology». Onkologie 27 (3): 304-9. PMID 15249722. doi:10.1159/000077983.
- Cherry SR (February 2004). «In vivo molecular and genomic imaging: new challenges for imaging physics». Physics in Medicine and Biology 49 (3): R13-48. PMID 15012005. doi:10.1088/0031-9155/49/3/R01.
- Lymberis A, Olsson S (2003). «Intelligent biomedical clothing for personal health and disease management: state of the art and future vision». Telemedicine Journal and E-Health 9 (4): 379-86. PMID 14980096. doi:10.1089/153056203772744716.
- Söling A, Rainov NG (October 2003). «Bioluminescence imaging in vivo - application to cancer research». Expert Opinion on Biological Therapy 3 (7): 1163-72. PMID 14519079. doi:10.1517/14712598.3.7.1163.
- Rohrscheib M, Robinson R, Eaton RP (September 2003). «Non-invasive glucose sensors and improved informatics--the future of diabetes management». Diabetes, Obesity & Metabolism 5 (5): 280-4. PMID 12940864. doi:10.1046/j.1463-1326.2003.00275.x.
- Jacobs AH, Winkeler A, Dittmar C, Hilker R, Heiss WD (2002). «Prospects of molecular imaging in neurology». Journal of Cellular Biochemistry. Supplement 39: 98-109. PMID 12552609. doi:10.1002/jcb.10414.
- Malhi GS, Valenzuela M, Wen W, Sachdev P (February 2002). «Magnetic resonance spectroscopy and its applications in psychiatry». The Australian and New Zealand Journal of Psychiatry 36 (1): 31-43. PMID 11929436. doi:10.1046/j.1440-1614.2002.00992.x.
- Jacobs A, Heiss WD (April 2002). «Towards non-invasive imaging of HSV-1 vector-mediated gene expression by positron emission tomography». Veterinary Microbiology 86 (1–2): 27-36. PMID 11888687. doi:10.1016/S0378-1135(01)00488-6.
- Leman JA, Morton CA (January 2002). «Photodynamic therapy: applications in dermatology». Expert Opinion on Biological Therapy 2 (1): 45-53. PMID 11772339. doi:10.1517/14712598.2.1.45.
- Richter JE (November 1997). «Ambulatory esophageal pH monitoring». The American Journal of Medicine 103 (5A): 130S-134S. PMID 9422638. doi:10.1016/S0002-9343(97)00338-0.